# Syncordulia legator
Syncordulia legator – gatunek ważki z rodziny Synthemistidae. Endemit Południowej Afryki; występuje w Prowincji Przylądkowej Zachodniej.
Imago lata od połowy września do połowy stycznia. Długość ciała 49–50 mm. Długość tylnego skrzydła 28 mm.